# Възраждане (кеч отбор)
Вижте пояснителната страница за други значения на Възраждане.
Възраждането, преди това Даш и Доусън, е кеч отбор в WWE, в който участват Даш Уайлдър и Скот Доусън – двукратни Отборни шампиони на NXT.

## Шампионски титли и отличия
- WWE NXT
  - Отборни шампиони на NXT (2 пъти)

- Световна Федерация по кеч